# サラ金カード
サラ金カード（サラきんカード）では、貸金業者の内、消費者金融（サラ金）が発行するカードを利用する融資（キャッシング）について述べる。但し、このサービスの名称を銀行や協同組織金融機関と同様にカードローンとするものもある。

## 概要
サラ金は、主としてサラリーマンを対象とするが、サラリーマン以外も利用する事が出来る。また、女性（女性以外も申し込む事も出来る）向けのサービスを用意しているサラ金もある（「女性専用キャッシング」も参照）。
サラ金が発行する個人用のカードは、担保・保証人が不要であり、かつては不動産、農地、有価証券、電話加入権を担保とする有担保型を扱っているサラ金もあった。用途は自由ではあるが、事業資金として利用することはできない（事業資金として利用することができる個人事業主向けのカードを別に設けている大手サラ金もある）。

## 歴史
1970年に銀行等でCDの設置が浸透し始めたことから、同時期にマルイト（1978年にアコムに営業譲渡）が、1980年代には他社が次々にCDの設置とカードの発行を始めた。これにより、借入の都度店頭窓口に出向く手間が省けるようになるほか、1990年代に登場した自動契約機とATM・返済も受け付けるATMとの2点セットで、サラ金全体の無人店舗の大量出店にもつながることとなる。アコムの場合、1979年にATMの24時間稼働を開始しており、コンビニATMはおろかコンビニも十分になかった時代に利便性を提供していた。
1990年代になるとサラ金と信販会社のATM間で相互にカード利用提携が盛んに行われ、1990年代後半、特に2000年の銀行系の参入によって銀行・信用金庫などの金融機関でのATM、近年はコンビニATMやステーションATM、ゆうちょ銀行のATMでも利用できるように広がっている。しかしながら、2010年の貸金業法改正の影響から、地方銀行を中心にカード利用提携の解消し、提携していた大手クレジットカード会社や信販会社のATMも殆どが撤去され（エポスカード、ビューカードのように自社ATMのリプレース・新規設置を行っている例外もある）、提携ATMを利用した場合のATM利用手数料の有料化などが行われた。
それまで発行元が設置するATMしか利用できなかったカードが大手銀行、地方銀行、コンビニ、ゆうちょ銀行のATMで利用できるようになり（ただし、ゆうちょ銀行はSMBCコンシューマーファイナンス、ダイレクトワン、アイフルのみ利用可能）、キャッシュカード感覚で手軽に引き出すことができるようになったことから、サラ金やキャッシングコーナーの店舗に入店することに抵抗感がある人への呼び込みに成功するものの、自分の預金と錯覚してしまうことで自己の返済能力を超える借入に陥りやすいことも懸念されている（→クレサラ問題）が、アコム代表取締役会長（当時）の木下恭介によればカードでの利用は「店舗融資に比べ1回の利用額が少なくなる」のだという。利用者が従業員に見栄を張ったり、従業員相手の手続がある店頭のようにまとめて借りる必要性がなく、ATMで必要な時に必要な額のお金を借りることができるからだという。

## 利用方法
所定の限度額の範囲で借り入れる事が出来、1回払やリボルビング払（リボ払）で返済するものが多い。完済（借入残高が0円）となるまで、毎月の約定返済日に口座振替や提携ATMでリボ払で返済し、1回払の場合は翌月又は翌々月に借り入れ金額+利息を口座振替で全額返済するかたちとなるが、資金に余裕があれば、引き落とし日よりも前に提携ATMやPay-easy、サラ金が指定する口座への振込で繰上返済することも可能である。

### ショッピング機能
ショッピングの機能を有するカードを発行するサラ金もある。これによってクレジットカードと同様に利用する事が出来るが、あくまでキャッシングが主体であるため、クレジットカードとしての機能は乏しい。例えば、長らく唯一の発行元であったアコムの場合は、ETCカードを発行していない。
信販や銀行系・流通系のクレジットカード会社が発行するクレジットカードは年金受給、定職についているもの（あるいは先の扶養者）や学生でなければ発行が難しいとされているが、このカードはショッピング機能を有しないカードと同様に対面与信要素があるので、金融事故歴（債務整理・自己破産歴など）がある者や、フリーターでも継続的な収入があれば発行されやすいようである。

## 主なサービス
- キャッシングローン （アイフル）
- カードローン （アコム）
- フリーキャッシング （SMBCコンシューマーファイナンス）
- レイク （新生フィナンシャル）
- ノーローン （新生パーソナルローン）
- ダイレクトワン （ダイレクトワン）
- SAISON FUNDEX VIP （セゾンファンデックス）
- VIPローンカード[3] （ドコモ・ファイナンス）

### ショッピング機能を有する主なカード
- ACマスターカード （アコム）
- プロミスVisaカード （三井住友カード及びSMBCコンシューマーファイナンス）

## 特典
サラ金は、カードにレストランやホテルの割引などが受けられるサービスを付けていた。レイクのC-Cシステムのようにテレビコマーシャルで訴求される事もあったが、現在は行われていない。似たような特典は、当時のオリックス・クレジット（現在のドコモ・ファイナンス）が会員ご優待サービスを用意していたが、2025年3月31日を以て終了している。
一方、後述するショッピング機能を有するカードでは、一般的なクレジットカードにある旅行保険やポイントサービスなどの特典が付帯していない事もある。